# Oberlandesgericht (Italien)
Corte d’appello (auch Corte di Appello; deutsch: Oberlandesgericht) ist in Italien die Bezeichnung für Appellationsgerichte der ordentlichen Gerichtsbarkeit. Sie entsprechen in etwa den Oberlandesgerichten in Deutschland und Österreich. Im italienischen Gerichtsaufbau stehen sie unter dem Kassationsgerichtshof (Corte Suprema di Cassazione) in Rom und über den Landesgerichten (Tribunale) und den Friedensgerichten. Gerichtsträger ist in Italien ausschließlich der Zentralstaat, die Regionen dienen nur als Grundlage für den Zuschnitt der Oberlandesgerichtssprengel.

## Zuständigkeiten
Die Oberlandesgerichte werden in Zivil- und Strafsachen bei der Anfechtung von Urteilen der Landesgerichte angerufen. Sie entscheiden immer als Kollegialgerichte.
Für besonders schwere Delikte wie Mord werden in jedem Oberlandesgerichtssprengel Schwurgerichte (Corte d’assise) eingerichtet, in der Regel bei den Landesgerichten. Die Berufungsinstanz mit der Bezeichnung Schwurgericht zweiter Instanz (Corte d’assise d’appello) befindet sich bei den Oberlandesgerichten. Die Schwurgerichte bestehen aus Berufsrichtern und ehrenamtlichen Richtern, nicht jedoch aus Geschworenen.
Bei jedem Oberlandesgericht gibt es eine Generalstaatsanwaltschaft (Procura Generale della Repubblica) mit einer Antimafia-Direktion auf Sprengelebene (Direzione Distrettuale Antimafia – DDA).
Derzeit gibt es in Italien 26 Oberlandesgerichte mit drei Zweigstellen. In der Regel befinden sie sich in den Hauptstädten der italienischen Regionen. Vor allem süditalienische Regionen haben oft mehr als ein Oberlandesgericht. Auf Sizilien gibt es neben Palermo auch jeweils in Caltanissetta, Catania und Messina eines. Das norditalienische Aostatal fällt in den Zuständigkeitsbereich des Oberlandesgerichts Turin (Piemont).
Bei den nachstehend genannten Oberlandesgerichten und deren Zweigstellen befindet sich jeweils ein Überwachungsgericht (tribunale di sorveglianza) sowie jeweils ein Jugendgericht (tribunale per i minorenni) mit dazugehöriger Staatsanwaltschaft. In Jugendstrafsachen sind die Oberlandesgerichte Berufungsinstanz.

## Liste der Oberlandesgerichte
Nachstehende Liste der Oberlandesgerichte ist nicht alphabetisch, sondern geographisch nach Regionen von Nord nach Süd gegliedert. Als erste sind jeweils die Oberlandesgerichte in den Regionalhauptstädten genannt, dann eventuell vorhandene weitere Gerichte oder Außenstellen. Rechts sind die in den Gerichtssprengeln der Oberlandesgerichte vorhandenen Landesgerichte (tribunali) angeführt, jedoch ohne die nachgeordneten Friedensgerichte in den Landesgerichtssprengeln. Sind Gerichtsorte kursiv geschrieben, gibt es zum entsprechenden Gericht einen eigenen Artikel.
| Regionen                | Oberlandesgerichte            | Landesgerichte in den Gerichtssprengeln der Oberlandesgerichte und Regionen                    |
| Aostatal                | Turin ist zuständig           | Aosta                                                                                          |
| Piemont                 | Turin                         | Alessandria, Aosta, Asti, Biella, Cuneo, Ivrea, Novara, Turin, Verbania, Vercelli              |
| Lombardei               | Mailand                       | Busto Arsizio, Como, Lecco, Lodi, Mailand, Monza, Pavia, Sondrio, Varese                       |
| Lombardei               | Brescia                       | Brescia, Bergamo, Cremona, Mantua                                                              |
| Trentino-Südtirol       | Trient                        | Trient, Rovereto                                                                               |
| Trentino-Südtirol       | Trient, Außenstelle Bozen     | Bozen                                                                                          |
| Venetien                | Venedig                       | Belluno, Padova, Rovigo, Treviso, Venedig, Verona, Vicenza                                     |
| Friaul-Julisch Venetien | Triest                        | Görz, Pordenone, Triest, Udine                                                                 |
| Emilia-Romagna          | Bologna                       | Bologna, Ferrara, Forlì, Modena, Parma, Piacenza, Ravenna, Reggio nell’Emilia, Rimini          |
| Ligurien                | Genua                         | Genua, Imperia, La Spezia, Massa, Savona                                                       |
| Toskana                 | Florenz                       | Arezzo, Florenz, Grosseto, Livorno, Lucca, Pisa, Pistoia, Prato, Siena (LG Massa zu AGH Genua) |
| Marken                  | Ancona                        | Ancona, Ascoli Piceno, Fermo, Macerata, Pesaro, Urbino                                         |
| Umbrien                 | Perugia                       | Perugia, Spoleto, Terni                                                                        |
| Latium                  | Rom                           | Cassino, Civitavecchia, Frosinone, Latina, Rieti, Rom, Tivoli, Velletri, Viterbo               |
| Abruzzen                | L’Aquila                      | Chieti, L’Aquila, Pescara, Teramo (bis 2018 auch Avezzano, Lanciano, Sulmona, Vasto)           |
| Molise                  | Campobasso                    | Campobasso, Isernia, Larino                                                                    |
| Apulien                 | Bari                          | Bari, Foggia, Trani                                                                            |
| Apulien                 | Lecce                         | Brindisi, Lecce                                                                                |
| Apulien                 | Lecce, Außenstelle Tarent     | Tarent                                                                                         |
| Kampanien               | Neapel                        | Avellino, Aversa, Benevento, Neapel, Nola, Santa Maria Capua Vetere, Torre Annunziata          |
| Kampanien               | Salerno                       | Nocera Inferiore, Salerno, Vallo della Lucania                                                 |
| Basilikata              | Potenza                       | Lagonegro, Matera, Potenza                                                                     |
| Kalabrien               | Catanzaro                     | Castrovillari, Catanzaro, Cosenza, Crotone, Lamezia Terme, Paola, Vibo Valentia                |
| Kalabrien               | Reggio Calabria               | Locri, Palmi, Reggio Calabria                                                                  |
| Sizilien                | Palermo                       | Agrigento, Marsala, Palermo, Sciacca, Termini Imerese, Trapani                                 |
| Sizilien                | Catania                       | Caltagirone, Catania, Ragusa, Syrakus                                                          |
| Sizilien                | Messina                       | Barcellona Pozzo di Gotto, Messina, Patti                                                      |
| Sizilien                | Caltanissetta                 | Caltanissetta, Enna, Gela                                                                      |
| Sardinien               | Cagliari                      | Cagliari, Lanusei, Oristano                                                                    |
| Sardinien               | Cagliari, Außenstelle Sassari | Nuoro, Sassari, Tempio Pausania                                                                |

## Geschichte
Im Königreich Lombardo-Venetien trugen die zweitinstanzlichen Gerichte Appellationsgerichtshof Venedig und Appellationsgerichtshof Mailand den Namen Appellationsgerichtshof / Corte d’appello.

## Belege
1. ↑  Paritätische Terminologiekommission (TerKom) des Landes Südtirol: Terminologisches Verzeichnis Nr. 1 – veröffentlicht im Amtsblatt Nr. 12 vom 22. März 1997. Stand: 31. Dezember 1993; S. 1 (Datenbanksuche der EURAC).
2. ↑  Corte di appello. In: Enciclopedia Treccani. Abgerufen am 19. Oktober 2024 (italienisch).
3. ↑  Corte di assise. In: Enciclopedia Treccani. Abgerufen am 19. Oktober 2024 (italienisch).
4. ↑  Art. 102 des gesetzesvertretenden Dekrets vom 6. September 2011, Nr. 159.
5. ↑  Tribunale. In: Enciclopedia Treccani. Abgerufen am 19. Oktober 2024 (italienisch).
6. ↑  Andreas Gottsmann und Stefan Malfèr: Die Vertretungskörperschaften und die Verwaltung in Lombardo-Venetien. In: Adam Wandruszka, Peter Urbanitsch (Hrsg.): Die Habsburgermonarchie 1848–1918. Band 7: Helmut Rumpler, Peter Urbanitsch (Hrsg.): Verfassung und Parlamentarismus. Teilband 2: Die regionalen Repräsentativkörperschaften. Verlag der Österreichischen Akademie der Wissenschaften, Wien 2000, ISBN 3-7001-2871-1, S. 1593–1632.